# (5305) Bernievolz
(5305) Bernievolz est un astéroïde de la ceinture principale.

## Description
(5305) Bernievolz est un astéroïde de la ceinture principale. Il fut découvert le 7 novembre 1978 à l'observatoire Palomar par Eleanor Francis Helin et Schelte J. Bus. Il présente une orbite caractérisée par un demi-grand axe de 2,44 UA, une excentricité de 0,15 et une inclinaison de 1,8° par rapport à l'écliptique.

## Compléments